# Charcenne
Charcenne é uma comuna francesa na região administrativa da Borgonha-Franco-Condado, no departamento do Alto Sona. Estende-se por uma área de 7.16 km². Em 2010 a comuna tinha 335 habitantes (densidade: 46,8 hab./km²).